# Groninger Courant

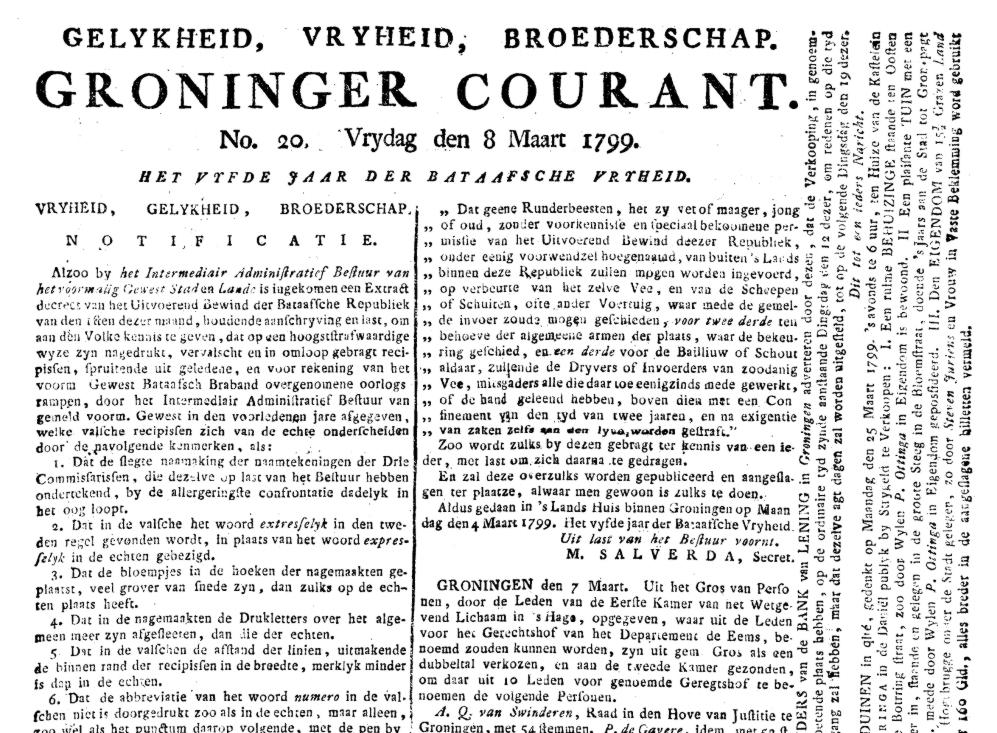
Groninger Courant, vrijdag 8 Maart 1799

De Groninger Courant was een Nederlandse krant die tussen 1743 en 1811 onder vier verschillende titels in de stad Groningen werd uitgegeven. De krant bevatte vier pagina's op één gevouwen blad.

## Geschiedenis
De krant verscheen voor het eerst in 1743 als de Geoctrojeerde Groninger Courant. Later dat jaar werd het de Opregte Nieuwe Groninger Courant. In 1748 ging het verder als de Opregte Groninger Courant.
Op 16 juli 1773 werd de krant de Groninger Courant en bleef als zodanig verschijnen tot de verschijning werd gestaakt op 1 juli 1811. Latere uitgaven die de naam "Groninger Courant" droegen, waren niet meer verwant aan de oorspronkelijke Groninger Courant.